# Session conjointe du Congrès des États-Unis

Le Président Wilson s'adressant au Congrès lors d'une session conjointe.

Une session conjointe du Congrès des États-Unis (en anglais : Joint session of the United States Congress) est une réunion des membres des deux chambres de la législature du gouvernement fédéral des États-Unis : le Sénat et la Chambre des représentants.
Les sessions conjointes peuvent avoir lieu à n'importe quelle occasion, mais sont impérativement tenues lorsque le président prononce un discours sur l'état de l'Union. Elles se rassemblent pour compter et certifier les votes du collège électoral à la suite d'une élection présidentielle, ou lors d'une inauguration présidentielle. Une séance conjointe est une cérémonie ou une occasion formelle et ne peut être à l'origine d'aucune fonction législative : aucune résolution n'est proposée ni votée.
Les sessions conjointes ont généralement lieu à la Chambre des représentants et sont traditionnellement présidées par le président de la Chambre. Cependant, la Constitution exige que le vice-président (en tant que président du Sénat) préside toute session de décompte des votes électoraux.